# 情态
情态(modality)是一个语法学术语，是用来体现说话者对其所言的主观态度的句法语义范畴。

## 功能
本来，句子是表达说话者的所知、看法或要求的，而情态则是为了表达说话者主观上认为自己的所知、看法的真实性（可能），或实现自己要求的强制性（必要）或意愿性（意愿）如何，提供了若干种不同的选择。比如：
（1）火车开走了。
（2）火车一定开走了。
（3）火车可能开走了。
（4）我认为火车开走了。
这四个句子所表达的意义涉及同样的一个事件。但说话者对于句中描述的时间和真实世界的关系所持有的态度却有不同。句（1）采用的是客观陈述，说话者对事件的真实性确定无误；而其余三句都增加了说话者的主观态度的表达，其中句（3）对事实真实性的确信程度最低。

## 语法形式
情态范畴主要由情态动词或“我认为/我相信/我肯定/我确定”等小句来体现。